# Élections municipales de 2026 à Metz
Pour des articles plus généraux, voir Élections municipales françaises de 2026 et Élections municipales de 2026 en Moselle.
Les élections municipales de 2026 à Metz auront lieu en mars 2026. Elles visent au renouvellement du conseil municipal et du conseil métropolitain de l'eurométropole de Metz.

## Modalités du scrutin

### Dates
Ces élections se tiendront en mars 2026, les dates précises seront annoncées par décret au moins 3 mois avant le scrutin.

### Mode de scrutin
L'élection des conseillers municipaux et métropolitains se déroule selon un scrutin de liste à deux tours avec prime majoritaire : les candidats se présentent en listes complètes avec la possibilité de deux candidats supplémentaires. Lors du vote, on ne peut faire ni adjonction, ni suppression, ni modification de l'ordre de présentation des listes. Chaque bulletin de vote comporte deux listes : une liste de candidats aux seules élections municipales et une liste de ceux également candidats au conseil métropolitain.
Le nombre de sièges à pourvoir au conseil municipal de Metz correspond à celui des communes dont la population est comprise entre 100 000 et 150 000 habitants, soit 55 sièges. Les conseillers municipaux sont élus au suffrage universel direct pour une durée de mandat de six ans. L'élection se termine au premier tour en cas de majorité absolue. Le cas échéant, un second tour a lieu. Les listes qui ont obtenu au moins 10 % des suffrages exprimés au premier tour peuvent se présenter au second. Les candidats des listes qui ont obtenu plus de 5 % des suffrages exprimés au premier tour peuvent rejoindre une autre liste.
La liste ayant obtenu le plus de voix se voit attribuer la moitié des sièges, arrondie à l'entier supérieur si nécessaire. Ainsi, la liste majoritaire obtiens automatiquement 28 sièges. Les 27 sièges restants sont attribués à la représentation proportionnelle à la plus forte moyenne aux listes ayant obtenu au moins 5 % des suffrages exprimés au second tour (ou au premier tour en cas de tour unique).

## Contexte

### Scrutin précédent
Les élections municipales de 2020 ont été marquées par une abstention massive en raison de la pandémie de Covid-19, la participation lors du 1er tour s'étant effondrée de 50 % en 2014 à 31 % en 2020.
Sur le plan local, le maire sortant Dominique Gros, en fonction depuis 2008, ne brigue pas de troisième mandat.
La liste menée par le républicain François Grosdidier, et ralliée au 2e tour par la liste de la macroniste dissidente Béatrice Agamennone, parvient à ravir la mairie avec 193 voix d'avance, elle obtient ainsi 40 sièges. 
La liste d'union de la gauche, menée par Xavier Bouvet, et réunissant Europe Écologie - Les Verts, le Parti socialiste, le Parti communiste, Génération.s, le Parti radical de Gauche et Place publique (parti politique) est reléguée au rôle d'opposition et n'obtient que 12 sièges.
Enfin, le Rassemblement national parvient à se maintenir au conseil municipal, bien que perdant 1 de ses 4 sièges initiaux.
N'ayant pas atteint les 10% au 1er tour et n'ayant pas fusionné avec une autre liste pour le 2d, les listes La République en marche - MoDem - Mouvement radical de Richard Lioger, du socialiste dissident Thomas Scuderi et Agir de Jérémy Aldrin, n'envoient aucun élu à la mairie.

## Candidatures déclarées
A partir de mars 2025, les différentes forces de gauche désignent leurs chefs de file respectifs dans le but de rechercher des accords électoraux potentiels,. 
La tentative de candidature d'union de la gauche tourne court suite à l'échec des négociations entre les différents partis de gauche. C'est la France insoumise qui claque la porte en première le 1er juillet suite aux déclarations du chef de file du parti socialiste, Bertrand Pertz, qui veut « travailler avec toutes les bonnes volontés », n’excluant pas le « centre à Metz »,. 
Le 16 juin 2025, Horizons choisis Anne Stémart, l'actuelle adjointe à l'éducation, comme cheffe de file.

## Sondages
Tout sondage d'opinion est affecté par une marge d'erreur.
Une couleur arbitraire est associée à chaque institut de sondage ; ces couleurs sont une aide visuelle et ne correspondent pas à une tendance politique.

## Résultats
|                          |               |       |              |              |             |             |        |        |  |
| Tête de liste            | Tête de liste | Liste | Premier tour | Premier tour | Second tour | Second tour | Sièges | Sièges |  |
| Tête de liste            | Tête de liste | Liste | Voix         | %            | Voix        | %           | CM     | CC     |  |
|                          |               |       |              |              |             |             |        |        |  |
|                          |               |       |              |              |             |             |        |        |  |
|                          |               |       |              |              |             |             |        |        |  |
|                          |               |       |              |              |             |             |        |        |  |
|                          |               |       |              |              |             |             |        |        |  |
| Votes valides            |               |       |              |              |             |             |        |        |  |
| Votes blancs             |               |       |              |              |             |             |        |        |  |
| Votes nuls               |               |       |              |              |             |             |        |        |  |
| Total                    | Total         | Total |              | 100          |             | 100         | 55     | 43     |  |
| Abstention               |               |       |              |              |             |             |        |        |  |
| Inscrits / participation |               |       |              |              |             |             |        |        |  |